# 慶應義塾大学産業研究所
慶應義塾大学産業研究所（けいおうぎじゅくだいがくさんぎょうけんきゅうじょ、英称:Keio Economic Observatory、略称:KEO、産研）は、慶應義塾大学の附置研究所の一つで、様々な経済学の研究を行っている。1959年（昭和34年）設立。初代所長は藤林敬三。

## 概要
慶應義塾大学産業研究所 (Keio Economic Observatory: KEO) は慶應義塾創立100周年の記念事業の一環として、産業の目ざましい発展に対応して起こる諸問題を研究するため、慶應義塾関係者および産業界・労働界の多数の人間の協力の下に、昭和34年（1959年）9月、大学付属研究所として設立された。
設立に際しては、当時の塾長であった奥井復太郎がアメリカの実業家ジョン・ロックフェラーに、経営および労使関係に関する研究機関設立の旨を伝えたところ、同氏の心からの賛意を得て、氏の援助してきたプリンストン大学産業関係研究所から労働経済学者のフレデリック・ハービソン所長をはじめとした使節団が派遣されることになった。
慶應義塾大学産業研究所は経済・社会に関する基礎的研究を行い、日本経済と産業の発展に寄与することを目的とし、多数の研究プロジェクトや、各種の共同研究も行っている。
また、その各プロジェクトの研究成果をまとめた「慶應義塾産業研究所叢書」、基礎的な理論と実証分析による研究成果をまとめた「慶應義塾産業研究所選書」を定期的に刊行している。
慶應義塾大学経済研究所（2013年設立）とは別組織である。

## 沿革
- 1958年（昭和33年）- プリンストン大学産業関係研究所の経済学者らを招き、本研究所の構想を開始。
- 1959年（昭和34年） - 藤林敬三初代所長のもと、産業研究所の発足。
- 1962年（昭和37年） - ビジネススクール(現：KBS）が産業研究所から分離独立。
- 1963年（昭和38年） - 電子計算機の導入により三田電子計算室が産業研究所に設置。
- 2009年（平成21年） - 産業研究所の開所50周年。

## 組織
- 経済部門
- 法律部門
- 行動科学部門
- 3部門合同プロジェクト
- 国際交流事業

KEOでは、教育活動も積極的に行われており、慶應義塾の学生のための講座等や研究所内外の学者らによる公開講座を開設している。

## 歴代所長
- 藤林敬三（経、1959年9月1日 - 1962年9月15日）

- 町田 義一郎（経、1962年11月1日 - 1966年4月30日）

- 峯村 光郎（法、1966年5月1日 - 1969年3月31日）

- 伊東 岱吉（経、1969年4月1日 - 1972年3月31日）

- 辻村 江太郎（商、1972年4月1日 - 1981年9月30日）

- 尾崎巌（経、1981年10月1日 - 1987年9月30日）

- 小尾 恵一郎（経、1987年10月1日 - 1991年9月30日）

- 黒田 昌裕（商、1991年10月1日 - 1993年9月30日）

- 岩田 暁一（商、1993年10月1日 - 1997年9月30日）

- 清水 雅彦（経、1997年10月1日 - 199年9月30日）

- 吉岡 完治（産、199年10月1日 - 2001年9月30日）

- 辻村 和佑（経、2001年10月1日 - 2005年9月30日）

- 清水 雅彦（経、2005年10月1日 - 2007年9月30日）

- 早見 均（商、2007年10月1日 - 2012年3月31日）

- 中島 隆信（商、2012年4月1日 - 2015年9月30日）

- 河井 啓希（経、2015年10月1日 - 2019年9月30日）

- 石岡 克俊（LS、2019年10月1日 -）